# Скарлатаке, Адриан
Мануэл Адриан Скарлатаке (рум. Manuel Adrian Scarlatache; род. 5 декабря 1986, Бухарест) — румынский футболист, защитник клуба «Миовени».

## Клубная карьера
Начал футбольную карьеру в бухарестском «Динамо». Неоднократно отдавался в аренду в другие румынские команды.
В 2011 году был отдан в аренду в азербайджанский «Хазар-Ленкорань». Вернувшись в «Динамо», забил победный гол в финале Кубка Румынии против «Рапида» (1:0). После финала объявил о том, что подписал двухлетний контракт с «Хазаром». В начале 2016 года перебрался в «Астру».